# Tabor gitano

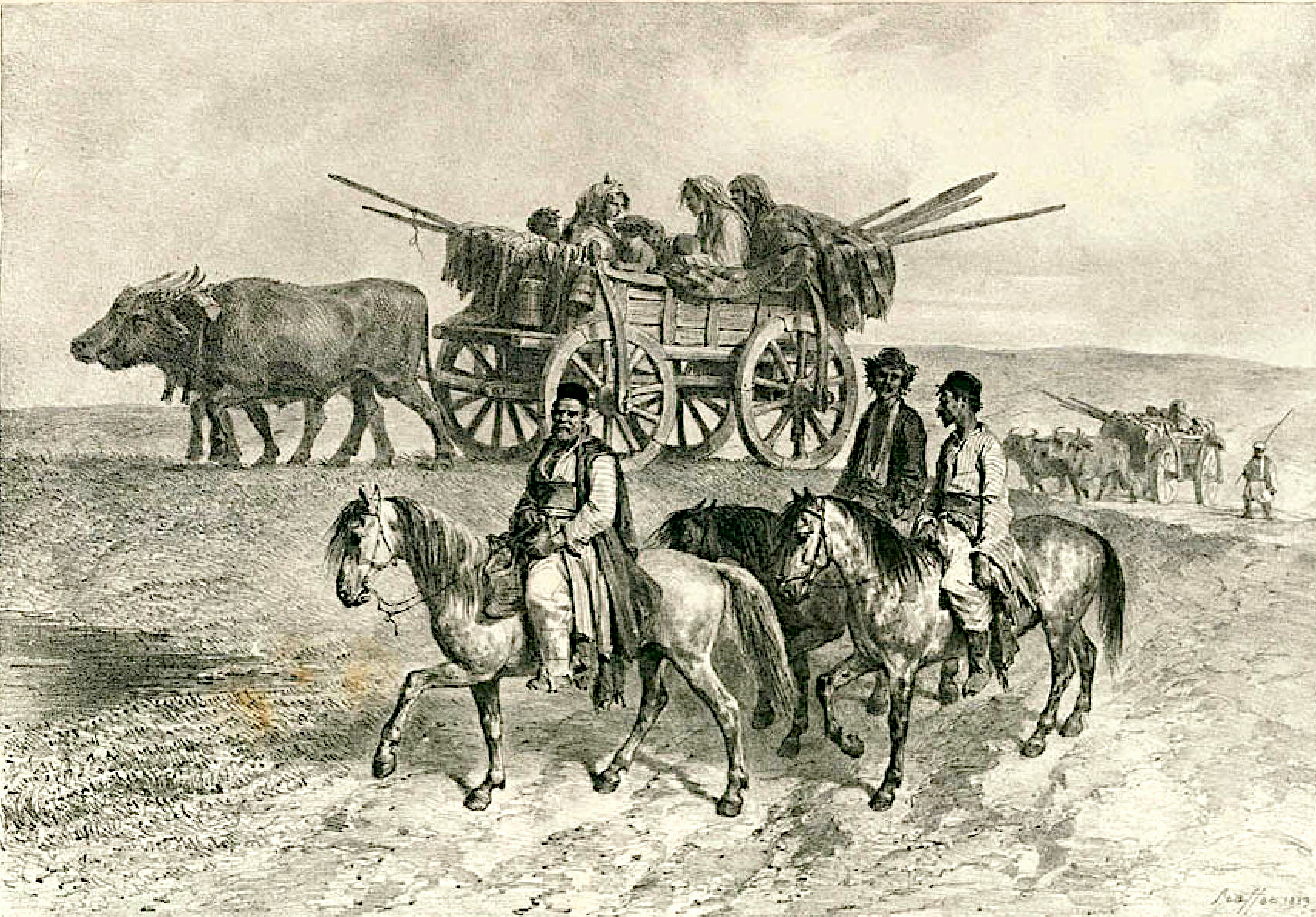
Familia gitana errante

La bandera de los gitanos, en referencia a su estilo de vida nómada

El tabor gitano consiste en un grupo de gitanos que viven juntos en carros vivienda y vagan de vez en cuando de un lugar a otro. Cuando se asientan, suelen hacerlo en las cercanías de ciudades y pueblos. El tabor puede estar formado por varias familias.
A lo largo de los siglos de existencia de la minoría gitana en Europa, varios países han dictado prohibiciones de acampada o de asentamiento para los gitanos.
En Polonia, a partir de 1964 las autoridades intensificaron las medidas destinadas a disuadir a los gitanos de llevar un estilo de vida nómada, aplicando estrictamente las leyes de aplicación general, principalmente en lo que respecta al registro, el saneamiento, las carreteras, la educación obligatoria y las reuniones públicas. Como consecuencia, el número de familias nómadas se redujo de 1146 en 1964 a poco más de 200 en 1970, y en 1976 solo vagaban algunas caravanas.
Las prohibiciones de circulación de caravanas se introdujeron en aquella época en otros países comunistas, por lo que en muchos de ellos desaparecieron las caravanas gitanas.